# Chrysopa caprae
Chrysopa caprae is een insect uit de familie van de gaasvliegen (Chrysopidae), die tot de orde netvleugeligen (Neuroptera) behoort. 
Chrysopa caprae is voor het eerst wetenschappelijk beschreven door Navás in 1929.